# Farol da Ponta do Cintrão
Der Leuchtturm Ponta do Cintrão steht an der Nordküste der portugiesischen Azoreninsel São Miguel bei der Freguesia Ribeirinha und wurde 1957 in Betrieb genommen. Der Leuchtturm steht unter Denkmalschutz.

## Lage und Beschreibung
Der Farol da Ponta do Cintrão bei Ribeirinha liegt etwa vier Kilometer nordöstlich der Gemeinde Ribeira Grande, zu der er gehört, und befindet sich dort auf dem Vorgebirge Ponta do Cintrão in einer Höhe von 104 Metern. Er ist ein runder, unverputzter Betonturm mit acht senkrechten Rippen. Er besitzt eine Laterne und eine nur über eine Außenleiter zugängliche Galerie, die beide rot gestrichen sind. Am Fuß des Leuchtturms steht ein kleines einstöckiges Technikgebäude. Die Höhe des Leuchtturms beträgt 14 Meter. Der Turm ist für Besucher zugänglich. Einige Schritte entfernt liegt ein Wohnhaus für den früheren Leuchtturmwärter.
Das Leuchtfeuer ist unter der internationalen Nummer D-2659 und der nationalen Kennnummer 726 registriert und befindet sich in einer Höhe von 118 Metern. Die Kennung besteht aus zwei weißen Blitzen, die alle zehn Sekunden wiederholt werden. Die Tragweite beträgt rund 16 Seemeilen (ca. 29,5 Kilometer).

## Geschichte
Für den Bau des Turms auf dem Ponta do Cintrão griff die Leuchtturmverwaltung auf einen bestehenden Entwurf zurück: Dieser Leuchtturmtyp wurde auf den Azoren auch bei den Leuchttürmen Farol do Carapacho und Farol de Ponta Garça genutzt. Ebenfalls baugleich sind im Madeira-Archipel die Leuchttürme Farol da Ponta de São Jorge, Farol do Ilhéu Chão und Farol do Ilhéu de Ferro. Der Turm wurde 1957 gebaut und die Inbetriebnahme erfolgte am 27. Mai 1957.
Das zunächst mit Acetylen betriebene Leuchtfeuer war mit einer Optik dritter Ordnung ausgestattet, die Brennweite betrug 500 Millimeter. 1977 wurde es automatisiert und 1987 mit Photovoltaikelementen zur Energieversorgung ausgestattet. Ergänzend blieb ein Stromgenerator auf dem Gelände, der nur nachts und gegebenenfalls einige Stunden tagsüber verwendet wurde. Im Jahr 2000 wurde der Leuchtturm an das Stromnetz angebunden und mit einem APCL-10-System automatisiert. Die Wasserversorgung des Leuchtturms erfolgt weiterhin über eine Zisterne.